# Триптис
Триптис (њем. Triptis) град је у њемачкој савезној држави Тирингија. Једно је од 76 општинских средишта округа Зале-Орла. Према процјени из 2010. у граду је живјело 3.814 становника. Посједује регионалну шифру (AGS) 16075116.

## Географски и демографски подаци
Триптис се налази у савезној држави Тирингија у округу Зале-Орла. Град се налази на надморској висини од 358 метара. Површина општине износи 25,9 km². У самом граду је, према процјени из 2010. године, живјело 3.814 становника. Просјечна густина становништва износи 147 становника/km².